# Alcàmenes d'Esparta
Alcàmenes (grec antic: Ἀλκαμένης, llatí: Alcamenes) va ser un rei d'Esparta, el novè rei de la dinastia agíada. Era fill de Tèlecle.
Va dirigir, segons diu Pausànias, una expedició nocturna a Amfea que va ser l'inici de la Primera guerra messènica, i va morir al quart any de guerra. Apol·lodor d'Atenes li atribueix un regnat entre 779 aC i 742 aC. Durant el seu regnat va conquerir la ciutat d'Helos, la darrera posició important dels aqueus, nadius del país, i que se suposa va ser l'origen del nom dels hilotes.